# The Crystals
The Crystals (Кри́сталз) — американская женская вокальная группа из Нью-Йорка, очень популярная в 1960-е годы. Музыкальный сайт AllMusic называет группу «бруклинской гёрл-группой, чьи лучшие песни — „He’s a Rebel“ и „Da Doo Ron Ron“ — идеально выразили романтическую невинность начала 1960-х». Продюсером группы был Фил Спектор.
В 2004 году две песни группы The Crystals вошли в список «500 величайших песен всех времён» по версии журнала «Rolling Stone» — «He’s a Rebel» на 263-е место и «Then He Kissed Me» на 493-е место. Кроме того, песни «Da Doo Ron Ron (When He Walked Me Home)» и «He’s a Rebel» в исполнении группы The Crystals входят в составленный Залом славы рок-н-ролла список 500 Songs That Shaped Rock and Roll.
В 2005 году группа была принята в Зал славы вокальных групп.